# Erich Rudorffer
Erich Rudorffer (ur. 1 listopada 1917 w Zwochau w Cesarstwie Niemieckim, zm. 8 kwietnia 2016 w Bad Schwartau) – niemiecki as myśliwski z okresu II wojny światowej, major. Znajduje się na siódmym miejscu listy pilotów z największą liczbą zestrzeleń. Rudorffer zgłosił łącznie 224 zestrzelenia, walcząc na wszystkich głównych niemieckich teatrach wojennych, w tym w Europie (m.in. Polska), na Morzu Śródziemnym i Froncie Wschodnim. Podczas wojny uczestniczył w ponad 1000 misjach bojowych, stoczył ponad 300 walk powietrznych, był zestrzeliwany przez artylerię przeciwlotniczą i myśliwce wroga 16 razy, musiał skakać na spadochronie 9 razy. Wśród jego 224 zestrzeleń znajduje się 58 samolotów szturmowych Ił-2. Po tym jak w październiku 2009 zmarł Günther Rall, Rudorffer stał się pierwszym spośród żyjących asów myśliwskich pod kątem liczby potwierdzonych zestrzeleń.

## Odznaczenia
- Krzyż Rycerski Krzyża Żelaznego z Liśćmi Dębu i Mieczami
  - Krzyż Rycerski – 1 maja 1941
  - Liście Dębu (nr 447) – 11 kwietnia 1944
  - Miecze (nr 126) – 26 stycznia 1945
- Krzyż Niemiecki w Złocie – 9 grudnia 1941
- Krzyż Żelazny I Klasy
- Krzyż Żelazny II Klasy
- Czarna Odznaka za Rany
- Złota odznaka pilota frontowego Luftwaffe z liczbą "1000"
- Odznaka pilota-obserwatora Luftwaffe
- Puchar Honorowy Luftwaffe – 20 października 1940
- Wymieniony raz we wspomnieniach imiennych Wehrmachtbericht – 30 października 1944
- Order Krzyża Wolności II Klasy – Finlandia